# Chaetoderma elegans
Chaetoderma elegans is een schildvoetigensoort uit de familie van de Chaetodermatidae. De wetenschappelijke naam van de soort is voor het eerst geldig gepubliceerd in 1998 door Scheltema.